# Salm (rivier in Ardennen)
De Salm (Waals: Såm) is een rivier in de Ardennen in België. De rivier heette oorspronkelijk Glain. Op topografische kaarten wordt die naam nog gebruikt voor de bovenloop, maar vanaf Vielsalm, vroeger bekend als Salm, heet de rivier nu Salm. In toeristische publicaties wordt dikwijls de hele rivier Salm genoemd.

## Geografie
De Salm ontspringt in Commanster bij de vroegere Pruisisch-Belgische grens, die hier de waterscheiding volgde, en mondt bij het gemeentehuis van Trois-Ponts uit in de Amblève. Het brongebied ligt boven 500 meter, de monding bij 260 meter boven zee.
In Beho zijn op het domein Les Concessions door afdamming vijvers gevormd. Vanaf deze plaats tot de monding volgen de spoorlijn Luik-Luxemburg en de N68 het dal van de Salm. In Cierreux staat een watermolen en iets verder mondt het riviertje de Ronce in de Salm. In Salmchâteau mondt de Glonay uit in de Salm. Ten westen van Vielsalm is door een betonnen dam een meertje ontstaan. Bij Rochelinval ontvangt de Salm de Ruisseau de Tigeonville en in Trois-Ponts de Baleur, op topografische kaarten Ruisseau de Bodeux genoemd.
Het opblazen van de bruggen over Amblève en Salm te Trois-Ponts in de Tweede Wereldoorlog verhinderde de Kampfgruppe Peiper de weg naar Werbomont te volgen. De 1. Pfanzerdivision was verplicht het dal van de Amblève stroomafwaarts te volgen en bij La Gleize werd het offensief gestopt.

## Trivia
Salm is ook de naam van een bijrivier van de Moezel, die in de Eifel bij Gerolstein ontspringt.